# Hylaeus styriacus
Hylaeus styriacus är en biart som beskrevs av Förster 1871. Hylaeus styriacus ingår i släktet citronbin, och familjen korttungebin. Inga underarter finns listade i Catalogue of Life.